# 훠린궈러시

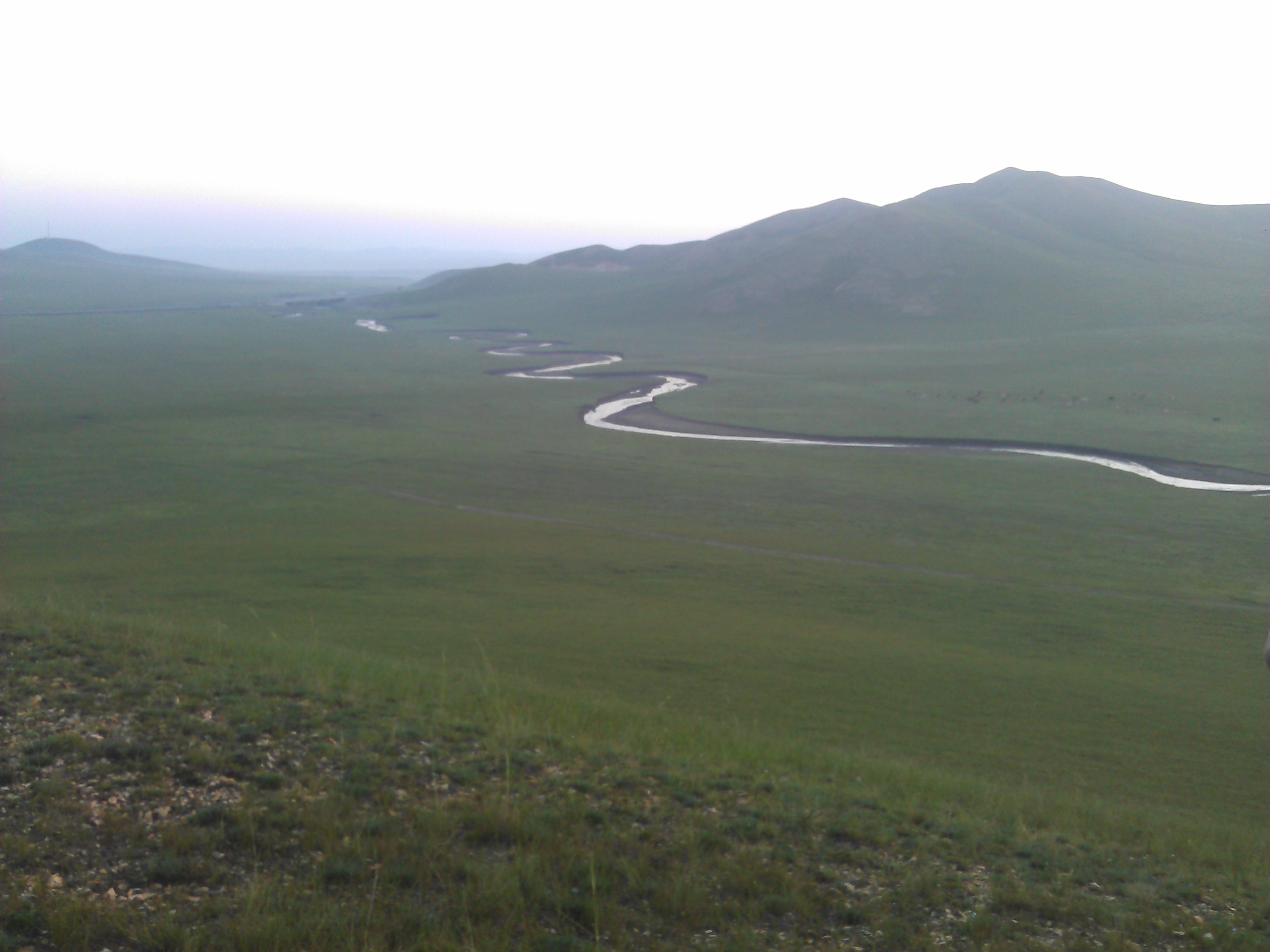

훠린궈러시(중국어: 霍林郭勒市, 병음: Huòlínguōlè Shì)는 내몽골 자치구 퉁랴오 시의 현급시이다. 몽골어로는 "호린골"로 부른다. 넓이는 585km2이고, 인구는 2007년 기준으로 80,000명이다.

## 경제
2004년 GDP는 18억 2천만 위안이었고 2006년에는 50억 위안이었으며 2008년에는 131억 위안이었다. 이 중 1차 산업이 1억 6천만 위안, 2차 산업이 93억 5천만 위안, 3차 산업이 35억 9천만 위안이었다.
기둥 산업은 목축업, 광업, 관광업이다.

## 교통
- 중국 304번 국도
- 내몽골 101번 성도
- 퉁훠 철로

## 행정 구역
6개 가도를 관할한다.
- 가도: 珠斯花街道, 莫斯台街道, 宝日呼吉尔街道, 沙尔呼热街道, 达莱胡硕街道.